# Skałka (Bednary)
Skałka – część wsi Bednary w Polsce położona w województwie łódzkim, w powiecie łowickim, w gminie Nieborów.
W latach 1975–1998 Skałka administracyjnie należała do województwa skierniewickiego.